# اره‌کوسه شرق استرالیا
اره‌کوسه شرق استرالیا (نام علمی: Pristiophorus peroniensis) نام یک گونه از سرده اره‌کوسه‌ای‌ها است.